# Saulius Skvernelis
Saulius Skvernelis (Kaunas, RSS de Lituania; 23 de julio de 1970) es un político lituano. Fue el 13º Primer Ministro de Lituania desde 2016 hasta 2020. También es miembro del Seimas, exministro del Interior y ex comisario de policía.

## Educación
Skvernelis se graduó de la Universidad Técnica de Vilnius (ahora Universidad Técnica de Vilnius Gediminas) en 1994 y comenzó a trabajar en la Academia de Policía de Lituania (ahora Universidad Mykolas Romeris).
En 1998 Skvernelis comenzó su carrera en el sistema de aplicación de la ley de Lituania, trabajando como inspector de policía de tráfico en la Municipalidad del Distrito de Trakai. Gradualmente ascendiendo a través de las filas, se convirtió en comisionado general de la policía lituana el 7 de marzo de 2011.

## Carrera política
El 5 de noviembre de 2014, la presidenta Dalia Grybauskaitė designó a Skvernelis como Ministro de Interior, y el parlamento confirmó su designación el 11 de noviembre. Skvernelis reemplazó a Dailis Alfonsas Barakauskas en el puesto. Fue nominado al cargo por el partido Orden y Justicia, que formaban parte de la coalición gobernante, a pesar de no ser miembro del partido.
Durante 2015 y 2016, Skvernelis se convirtió en uno de los políticos más populares de Lituania. En marzo de 2016, Skvernelis anunció que participaría en las elecciones al Seimas del próximo octubre como independiente pero su nombre aparecía en la lista electoral de la Unión de los Campesinos y Verdes Lituanos, un partido con sólo un asiento en el parlamento saliente. Como resultado, se vio obligado a dimitir como ministro del interior, para ser reemplazado por Tomas Žilinskas.
Como líder de su lista electoral, Skvernelis llevó a los campesinos y los verdes a una victoria sorprendentemente convincente en las elecciones de octubre. El partido obtuvo el 22,45% de los votos válidos en el electorado nacional (terminando en segundo lugar), pero terminó con 54 de los 141 escaños en el Seimas, gracias a las sólidas actuaciones en los distritos uninominales. Skvernelis fue elegido para el Seimas en la circunscripción de un solo miembro de Karoliniškės, en la capital Vilna.
En las subsiguientes negociaciones de coalición entre Campesinos y Verdes y el Partido Socialdemócrata Lituano, se acordó que Skvernelis se convertiría en el Primer Ministro de Lituania. Fue nombrado Primer Ministro por la Presidenta Dalia Grybauskaitė el 22 de noviembre de 2016 y confirmado por el Seimas.